# 1748 Mauderli
1748 Mauderli este o planetă minoră (asteroid), cu un diametru de 44,908 km, din centura de asteroizi. A fost descoperită pe 7 septembrie 1966 la Observatorium Zimmerwald⁠(d) de Paul Wild și a fost numită după Sigmund Mauderli⁠(d). 
Obiectul prezintă o orbită caracterizată de o semiaxă mare de 3,9447941 UAi, o excentricitate de 0,23, o înclinație de 3,29212 ° în raport cu ecliptica.